# Rivalitatea Đoković-Nadal

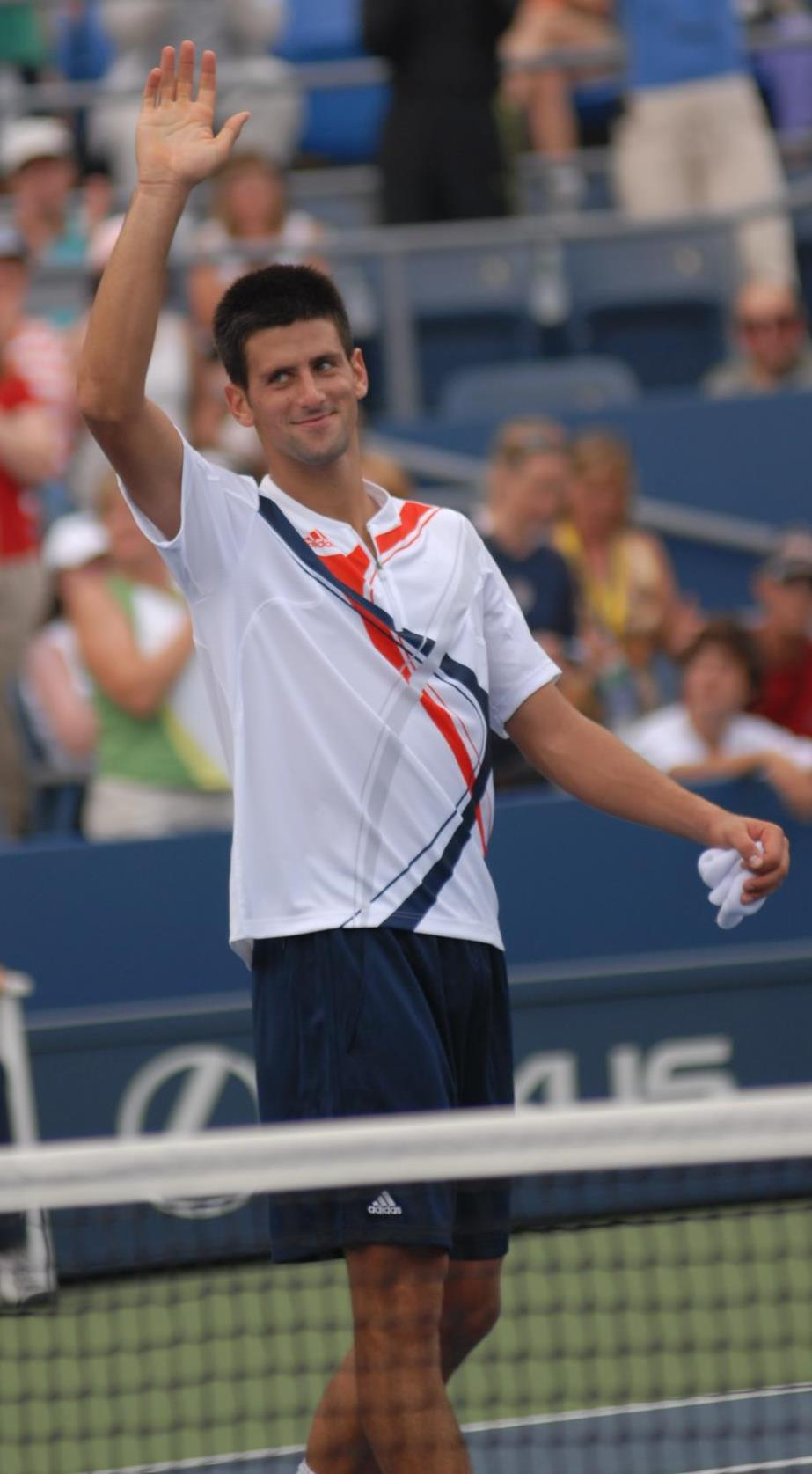
Đoković

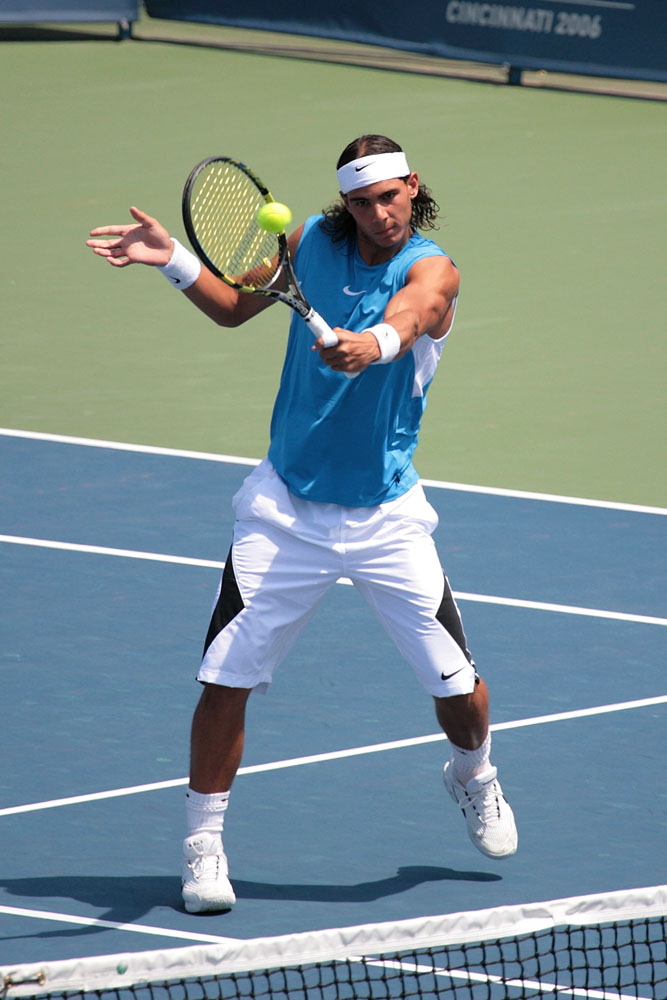
Nadal

Novak Đoković și Rafael Nadal s-au întâlnit în 58 de meciuri, Rafa având un record negativ de 28-30. Rivalitatea celor doi este considerată de ATP ca fiind a treia în topul celor mai mari rivalități din tenis a deceniului trecut.
Nadal conduce pe iarbă cu 2-1 și pe zgură cu 13-4, însă Đoković conduce pe hard cu 14-7. Au jucat împreună 21 finale, scorul fiind 12-9 pentru Đoković.

## Đoković-Nadal 19-22
- 2006, Roland Garros, sferturi, Grand Slam, zgură, Nadal – Đoković 6-4 6-4 ret.

- 2007, Indian Wells, finală, Masters, hard, Nadal – Đoković 6-2 7-5

- 2007, Miami, sferturi, Masters, hard, Đoković – Nadal 6-3 6-4

- 2007, Roma, sferturi, Masters, zgură, Nadal – Đoković 6-2 6-3

- 2007, Roland Garros, semifinale, Grand Slam, zgură, Nadal – Đoković 7-5 6-4 6-2

- 2007, Wimbledon, semifinale, Grand Slam, iarbă, Nadal – Đoković 3-6 6-1 4-1 ret.

- 2007, Montreal, semifinale, Masters, hard, Đoković – Nadal 7-5 6-3

- 2007, Shanghai, grupe, ATP Championships, hard,Nadal – Đoković 6-4 6-4

- 2008, Indian Wells, semifinale, Masters, hard, Đoković – Nadal 6-3 6-2

- 2008, Hamburg, semifinale, Masters, zgură, Nadal – Đoković 7-5 2-6 6-2

- 2008, Roland Garros, semifinale, Grand Slam, zgură, Nadal – Đoković 6-4 6-2 7-6

- 2008, Queen’s, finală, 250, iarbă, Nadal – Đoković 7-6(6) 7-5

- 2008, Cincinnati, semifinale, Masters, hard, Đoković – Nadal 6-1 7-5

- 2008, Beijing, Jocurile Olimpice, semifinale, hard, Nadal – Đoković 6-4 1-6 6-4

- 2009, Cupa Davis, Grupa Mondială, turul 1, Spain – Serbia, meciul 4, zgură, Nadal – Đoković 6-4 6-4 6-1

- 2009, Monte Carlo, finala, Masters, zgură, Nadal – Đoković 6-3 2-6 6-1

- 2009, Roma, finala, Masters, zgură, Nadal – Đoković 7-6(2) 6-2

- 2009, Madrid, semifinale, Masters, zgură, Nadal – Đoković 3-6 7-6(5) 7-6(9)

- 2009, Cincinnati, semifinale, Masters, hard, Đoković – Nadal 6-1 6-4

- 2009, Paris, semifinale, Masters, indoor hard, Đoković – Nadal 6-2 6-3

- 2009, Londra, ATP World Tour Finals, grupe, indoor hard, Đoković – Nadal 7-6(5) 6-3

- 2010, US Open, finala, Grand Slam, hard, Nadal – Đoković 6-4, 5-7, 6-4, 6-2

- 2010, Londra, ATP World Tour Finals, grupe, indoor hard, Nadal – Đoković 7-5 6-2

- 2011, Indian Wells, finala, Masters, hard, Đoković – Nadal 4-6 6-3 6-2

- 2011, Miami, finala, Masters, hard, Đoković – Nadal 4-6 6-3 7-6(4)

- 2011, Madrid, finala, Masters, zgură, Đoković – Nadal 7-5 6-4

- 2011, Roma, finală, Masters, zgură, Đoković – Nadal 6-4 6-4

- 2011, Wimbledon, finală, Grand Slam, iarbă, Đoković – Nadal 6-4 6-1 1-6 6-3

- 2011, US Open, finală, Grand Slam, hard, Đoković – Nadal 6-2 6-4 6-7(3) 6-1

- 2012, Australian Open, finală, Grand Slam, hard, Đoković – Nadal 5-7 6-4 6-2 6-7(5) 7-5

- 2012, Monte Carlo, finală, Masters, zgură, Nadal – Đoković 6-3, 6-1

- 2012, Roma, finală, Masters, zgură, Nadal – Đoković 7-5, 6-3

- 2012, Roland Garros, finală, Grand Slam, zgură, Nadal – Đoković 6-4, 6-3, 2-6, 7-5

- 2013, Monte Carlo, finală, Masters, zgură, Đoković - Nadal 6-2, 7-6(1)

- 2013, Roland Garros, semifinale, Grand Slam, zgură, Nadal - Đoković 6-4, 3-6, 6-1, 6-7 (3), 9-7

- 2013, Montreal, semifinale, Masters, hard: Nadal - Đoković 6-4, 3-6, 7-6 (2)

- 2013, US Open, finală, Grand Slam, hard: Nadal - Đoković 6-2, 3-6, 6-4, 6-1

- 2013, Beijing, finală, hard: Đoković - Nadal 6-3, 6-4

- 2013, Londra, Turneul Campionilor, finală, indoor hard: Đoković - Nadal 6-3, 6-4

- 2014, Miami, finală, Masters, hard, Đoković – Nadal 6-3 6-3

- 2014, Roma, finală, Masters, Italian Open, zgură: Đoković - Nadal 4-6, 6-3, 6-3